# Арјабхата
Арјабхата или Арјабхата I (IAST: Āryabhaṭa, санск. आर्यभटः) (476–550) био је индијски математичар и астроном, први из класичног периода индијске математике и астрономије. Он је остварио врхунац свог остварења током гупта ере и произвео дела као што су Арјабатија (у коме се помиње да је 3600. Кали Југе, 499. године, имао 23 године) и Арја-сидханта.
Арјабхата је створио систем фонемског записа бројева у коме су бројеви били представљени једносложним сугласницима и самогласницима. Каснији коментатори као што је Брахмагупта деле његов рад на Ганита („Математика“), Калакрија („Прорачуни времена“) и Голапада („Сферична астрономија“). Његова чиста математика разматра теме као што су одређивање квадратних и кубних корена, геометријске фигуре са њиховим својствима и мерењем, проблеме аритметричке прогресије на сенци гномона, квадратне једначине, линеарне и неодређене једначине. Арјабхата је израчунао вредност пи (π) до четврте децимале и вероватно је био свестан да је пи (π) ирационалан број, око 1300 година пре него што је Ламберт доказао исто. Арјабхатина табела синуса и његов рад на тригометрији били су изузетно утицајни на исламско златно доба; његова дела су преведена на арапски и утицала су на Ал-Хорезмија и Ал-Заркалија. У својој сферној астрономији применио је тригонометрију равни на сферну геометрију и дао прорачуне о помрачењима Сунца, Месеца. Он је открио да је привидно кретање звезда према западу последица сферне ротације Земље око сопствене осе. Арјабхата је такође уочио да је сјај Месеца и других планета последица рефлектоване сунчеве светлости.

## Биографија

### Име
Иако постоји тенденција да се на енглеском његово име погрешно напише као „Aryabhatta“ по аналогији са другим именима која имају суфикс „бата“, његово име је правилно написано Aryabhata: сваки астрономски текст пише његово име на овај начин, укључујући Брамагуптине референце на њега „на више од сто места по имену“. Штавише, у већини случајева „Aryabhatta“ такође не би одговарала метрици.

### Време и место рођења
Арјабхата у Арјабхатији помиње да је имао 23 године 3.600 године у Кали Југи, али то не значи да је текст настао у то време. Ова поменута година одговара 499. години, и подразумева да је рођен 476. године. Арјабхата је себе напоменуо да је родом из Кусумапуре или Паталипутре (данашња Патна, Бихар).

#### Друга хипотеза
Баскара I описује Арјабхату као āśmakīya, „оног који припада земљи Ашмака“. Током Будиног времена, огранак народа Ашмака се настанио у региону између река Нармада и Годавари у централној Индији.
Тврдило се да aśmaka (санскритски за „камен“) одакле потиче Арјабхата може бити данашњи Кодунгалур који је био историјски главни град Тируванчикулама древне Керале. Ово се заснива на веровању да је Котуналур раније био познат као Koṭum-Kal-l-ūr („град тврдог камења“); међутим, стари записи показују да је град заправо био Koṭum-kol-ūr („град строге управе“). Слично томе, чињеница да је неколико коментара о Арјабхатији дошло из Керале коришћена је да се сугерише да је то било главно место Арјабхатиног живота и активности; међутим, многи коментари су дошли изван Керале, а Арјасидханта је била потпуно непозната у Керали. К. Чандра Хари је заступао хипотезу Керале на основу астрономских доказа.
Арјабхата помиње „Ланка“ у неколико наврата у Арјабхатији, али његова „Ланка“ је апстракција, која означава тачку на екватору на истој географској дужини као и његов Уџајини.